# Henclová
Henclová (in ungherese Henclófalva) è un comune della Slovacchia facente parte del distretto di Gelnica, nella regione di Košice.